# Opopomoz
Pour plus de détails, voir Fiche technique et Distribution.
Opopomoz est un long métrag de Noël d'animation italo-franco-espagnol réalisé par Enzo D'Alò et sorti au cinéma en France en 2003. Le film emploie la technique du dessin animé en deux dimensions. C'est le quatrième long métrage d'animation d'Enzo D'Alò, et le premier où il développe une histoire entièrement originale (les précédents étaient des adaptations de romans).

## Synopsis
L'histoire se déroule à Naples à la veille de Noël. Rocco est un petit garçon, le fils de Peppino et de Mariù. Mais ses parents attendent la naissance imminente de son petit frère, Franceschiello, qui doit naître le 25 décembre. Voyant ses parents s'affairer en prévision de l'arrivée du petit frère, Rocco est persuadé que Franceschiello va lui voler l'amour de ses parents. 
C'est à ce moment que Satan envoie sur terre trois diablotins, Astarotte, Farfaricchio et Scarapino, avec pour mission de convaincre un être humain d'empêcher la naissance de Jésus. Les trois diables utilisent la jalousie de Rocco et le persuadent que s'il empêche la naissance de l'enfant Jésus, il empêchera du même coup celle de Francheschiello. Ils lui révèlent alors une formule magique, « Opopomoz », qui lui permet de remonter dans le passé jusqu'à la veille de la Nativité. Rocco entreprend alors d'empêcher Marie et Joseph d'arriver jusqu'à l'étable où doit naître Jésus. Il finit par comprendre qu'il a été manipulé, mais un peu tard : il va être compliqué de tout faire rentrer dans l'ordre.

## Fiche technique
- Titre : Opopomoz
- Réalisation : Enzo D'Alò
- Scénario : Enzo D'Alò, Furio Scarpelli, Giacomo Scarpelli
- Technique d'animation : dessin animé en deux dimensions
- Musique originale : Pino Daniele
- Montage : Simona Paggi
- Création des décors : Michel Fuzellier
- Producteurs : Vittorio Cecchi Gori, Roberto Cicutto, Luigi Musini
- Sociétés de production : Cecchi Gori Group Tiger Cinematografica
- Distribution : Mikado (Italie, sortie au cinéma), MK2 Diffusion (France)
- Pays :  Italie,  France,  Espagne
- Langue : italien
- Format : 35 mm, couleur, rapport 1,85:1
- Durée : 75 minutes (France)
- Dates de sortie : 
  -  Italie : 5 décembre 2003
  -  France : 24 décembre 2003
  -  Belgique : 28 janvier 2004